# Fufuca Dantas
Francisco Dantas Ribeiro Filho, mais conhecido como Fufuca Dantas (Bacabal, 20 de julho de 1956), é um economista, pecuarista e político brasileiro filiado ao Progressistas (PP). É o atual prefeito do Município de Alto Alegre do Pindaré e já exercera os cargos de vereador, prefeito, deputado estadual e secretário de estado.

## Primeiros anos e formação acadêmica
Nasce na Rua João Lisboa, Município de Bacabal, ao sombreiro do dia 20 de julho de 1956, filho do comerciante e industrial de origem cearense Francisco Dantas Ribeiro e da também comerciante, natural de Bacabal, Nizeth Oliveira Ribeiro. 
Em 1961, em vista do ciclo do arroz no Maranhão, chega em Santa Inês por intermédio do pai que montara Usina de beneficiamento em distrito localizado nas proximidades. Assim, começa as primeiras letras com a Professora Antonia Barroso naquele município, onde, por volta de 1965, regressa a Bacabal objetivando o início do ensino fundamental. 
Logo após, passa breve período no tradicional internato de Arari, concluindo assim o ensino fundamental, e dirigi-se ao Colégio Ateneu, já em São Luís, onde, inicia e conclui o 2º grau.
Em 1982, conclui o curso de graduação em economia na Universidade Federal do Maranhão.

## Chegada em Alto Alegre do Pindaré
Chega ao até então Alto Alegre, distrito de Santa Luzia, juntamente com a família, em fevereiro de 1971 motivado pela carência produtiva do arroz, este que, mesmo em seu final de ciclo econômico, ainda era bastante produzido pelos pequenos produtores das áreas de várzea da Bacia hidrográfica do Rio Pindaré.

## Carreira política
Pelo Partido da Frente Liberal, cadidata-se a vereador do Município de Santa Luzia no sulfrágio de 1988. Naquele pleito recebera 731 votos e torna-se o vereador eleito mais votado daquela eleição.  
Em 1992, candidata-se a vice-prefeito de Santa Luzia na chapa encabeçado pelo então deputado estadual Ozeas Rodrigues, onde, não logra êxito.  

Já em 1996, e em vista da emancipação do até então distrito de Santa Luzia Alto Alegre, passando este a ser chamado de Alto Alegre do Pindaré, torna-se candidato a prefeito. Naquele pleito obtivera 4.266 votos, 70,44% dos votos válidos. 4 anos depois, candidata-se a reeleição e obtém 6.184 votos que totalizaram 89,17% dos votos válidos.  